# تاء
التاء «ت» هو الحرف الثالث (3) بالترتيب الهجائي والثاني والعشرون (22) بالترتيب الأبجدي من حروف الأبجدية العربية وتلفظ [t] بصوت لثوي وقفي مهموس. قيمته تساوي (400) في حساب الجمل. في الترتيب الصوتي الحديث يأتي في الترتيب الثامن، وفي الترتيب الصوتي القديم يأتي في الترتيب السادس عشر عند الخليل بن أحمد، والحادي عشر عند ابن جني. التاء في علم التجويد هو حرف ضعيف نطعي ( طرف اللسان ) من ظهر طرف اللسان                                                   صفات حرف التاء :                                                                                                                                                                                                                                       
الهمس                                                                                                                                    الشدة                                                                                                                                     الاستفال                                                                                                                                      الانفتاح                                                                                                                                      الإصمات                                                                                                                                                 
| حالتها                                                      | ماينبغي مراعاته | أمثلة                         |
| ----------------------------------------------------------- | --- | ----------------------------- |
| ساكنة                                                       | يجب عدم قلقلتها | فتنة                          |
| بعدها ألف                                                   | عدم تفخيمها أو إمالة حركتها نحو الكسرة | تائبون                        |
| ساكنة بعدها {ط,د,ت}                                         | وجب الإدغام الكامل وإنكانت مع الطاء يراعى الإطباق والاستعلاء ويكون غاية في القوة لوجود الجهر والشدة | ودت طائفة                     |
| متكررة                                                      | وجب الإظهار لاسيما إن تكررت ثلاث مرات | تتوفاهم                       |
| متحركة وبعدها مطبق {ص,ض,ط,ظ} خاصة الطاء وإن كان بينهما حائل | بيانها وتخليص لفظها مرققلأن الطاء والتاء من نفس المخرج مع القوة الشديدة في الطاء فتجذب التاء لضعفها لذلك عندما وقعت بعد حرف مطبق أبدلت طاء حتى يعمل اللسان عملا واحدا {اصطفى , اصطتفى} {اضطر أصلها اضتر} | أفطتمعون لا تطرد تطهيرا اختلط |
| ساكنة وبعدها حرف من حروف المعجم                             | مراعاة عدم إخفائها مع ضرورة تحقيق شدتها فالتاء ضعيفة والسكون يزيد من ضعفها وقد تتحول إلى رخو وربما إلى سين                                                                                               | فتنة                          |
| بعدها قاف                                                   | بيا كل منهما وإلا انقلبت طاء لما بين الطاء والقاف من شدة جهر واستعلاء | تقتلوهم                       |
| متحركة بعدها دال                                            | يجب بيانها حتى لا تصير دال لاشتراك المخرج مع قوة الدال | اعتدنا                        |
| الساكنة خاصة                                                | يجب الاحتراز من زيادة الهمس الواجب لها حتى لا تشتبه بالسين | كانت لهم فتنة                 |

| تاو الفينيقي | تو الجعزي | تاڤ العبري | تاء العربي | تاو السرياني | تاو الارامي | تاف السامري |
| 𐤕            | ተ         | ת          | ت          | ܬ            | 𐡕           | ࠕ           |

## تاء العربية

### الكتابة
| الموقع من الكلمة: | معزول | بدائي | وسطي | نهائي |
| ----------------- | ----- | ----- | ---- | ----- |
| شكل الحرف:        | ت     | تـ    | ـتـ  | ـت    |

## الصفات الصوتية
التَّاء صوت أسنانيٌّ لثويٌّ انفجاريٌّ مهموس؛ فعند نطق التَّاء يلتقي طرف اللسان بأصول الثنايا العليا ومقدم اللثة، ويضغط الهواء مدة من الزمن خلف طرف اللسان ثمّ ينفصل فجأة تاركا نقطة الالتقاء، فيحدُث صوت انفجاري.
والتَّاء من الحروف الشمسية تختفي معها لام (ال) التّعريف نطقًا لا كتابة مثل: التَّمر.